# USS Loeser (DE-680)
USS Loeser (DE-680) là một tàu hộ tống khu trục lớp Buckley được Hải quân Hoa Kỳ chế tạo trong Chiến tranh Thế giới thứ hai. Tên nó được đặt theo Thiếu tá Hải quân Arthur E. Loeser (1903–1942), người từng phục vụ trên tàu tuần dương hạng nhẹ Atlanta (CL-51) và đã tử trận trong trận Hải chiến Guadalcanal vào đêm 12-13 tháng 11, 1942. Nó đã phục vụ cho đến khi chiến tranh kết thúc; và tiếp tục hoạt động chủ yếu trong vai trò huấn luyện cho đến khi xuất biên chế năm 1962 và bị đánh chìm như mục tiêu năm 1969. Loeser được tặng thưởng hai Ngôi sao Chiến trận do thành tích phục vụ trong Thế Chiến II.

## Thiết kế và chế tạo
Những chiếc thuộc lớp tàu hộ tống khu trục Buckley có chiều dài chung 306 ft (93 m), mạn tàu rộng 37 ft 1 in (11,30 m) và độ sâu mớn nước khi đầy tải là 11 ft 3 in (3,43 m). Chúng có trọng lượng choán nước tiêu chuẩn 1.400 tấn Anh (1.400 t); và lên đến 1.740 tấn Anh (1.770 t) khi đầy tải. Hệ thống động lực bao gồm hai turbine hơi nước General Electric công suất 13.500 mã lực (10.100 kW), dẫn động hai máy phát điện công suất 9.200 kilôwatt (12.300 hp) để vận hành hai trục chân vịt;  công suất 12.000 hp (8.900 kW) cho phép đạt được tốc độ tối đa 23 kn (26 mph; 43 km/h), và có dự trữ hành trình 6.000 nmi (6.900 mi; 11.000 km) khi di chuyển ở vận tốc đường trường 12 kn (14 mph; 22 km/h).
Vũ khí trang bị bao gồm ba pháo 3 in (76 mm)/50 cal trên tháp pháo nòng đơn có thể đối hạm hoặc phòng không, một khẩu đội 1,1 inch/75 caliber bốn nòng và tám pháo phòng không Oerlikon 20 mm. Vũ khí chống ngầm bao gồm một dàn súng cối chống tàu ngầm Hedgehog Mk. 10 (có 24 nòng và mang theo 144 quả đạn); hai đường ray Mk. 9 và tám máy phóng K3 Mk. 6 để thả mìn sâu. Khác biệt đáng kể so với lớp Evarts dẫn trước là chúng có thêm ba ống phóng ngư lôi Mark 15 21 inch (533 mm). Thủy thủ đoàn đầy đủ bao gồm 186 sĩ quan và thủy thủ.
Loeser được đặt lườn tại xưởng tàu Fore River Shipyard của hãng Bethlehem Shipbuilding Company tại Quincy, Massachusetts vào ngày 27 tháng 7, 1943. Nó được hạ thủy vào ngày 11 tháng 9, 1943; được đỡ đầu bởi bà Marion Loeser, vợ góa Thiếu tá Loeser, và nhập biên chế vào ngày 10 tháng 10, 1943 dưới quyền chỉ huy của Hạm trưởng, Thiếu tá Hải quân Chester Arthur Kunz.

## Lịch sử hoạt động

### Thế Chiến II
Sau khi hoàn tất chuyến đi chạy thử máy huấn luyện tại khu vực Bermuda và sửa chữa sau chạy thử máy, Loeser khởi hành từ Norfolk, Virginia vào ngày 11 tháng 12, 1943 để chuyển sang khu vực Mặt trận Thái Bình Dương. Sau khi băng qua kênh đào Panama, nó hướng đến khu vực Tây nam Thái Bình Dương, đi đến Funafuti thuộc quần đảo Ellice vào ngày 16 tháng 1, 1944. Nó lên đường hai ngày sau đó để hộ tống một đoàn tàu vận tải chuyển quân đi sang Guadalcanal. Quay trở về Funafuti vào ngày 27 tháng 1, nó lại lên đường vào ngày hôm sau để hướng đến Efate, New Hebrides, đến nơi vào ngày 31 tháng 1. Con tàu lại khởi hành hướng lên phía Bắc vào ngày 6 tháng 2 để thực hành tác xạ ngoài khơi Espírito Santo, rồi lên đường đi Guadalcanal, nơi nó hoạt động hộ tống vận tải tại khu vực quần đảo Solomon trong bốn tháng tiếp theo.
Khởi hành từ Guadalcanal vào ngày 28 tháng 6 để đi Australia ngang qua Espiritu Santo, Loeser đi đến Sydney vào ngày 18 tháng 7, và được sửa chữa. Nó khởi hành chín ngày sau đó để hướng đến vịnh Purvis tại quần đảo Florida, và sau khi trải qua ba tuần trong ụ tàu, nó lên đường hộ tống cho chiếc tàu chở hàng Celeno (AK-76) đi Guam vào ngày 21 tháng 8. Có thêm tàu đổ bộ USS LST-120 gia nhập ngoài khơi Eniwetok thuộc quần đảo Marshall, đoàn tàu đi đến Guam vào ngày 5 tháng 9. Sau năm ngày hoạt động tuần tra chống tàu ngầm ngoài khơi Guam, nó lên đường hộ tống cho ba tàu ngầm quay trở lại Eniwetok, rồi lại lên đường vào ngày 21 tháng 9 để quay về khu vực quần đảo Hawaii ngang qua Guadalcanal.
Đi đến Trân Châu Cảng vào ngày 8 tháng 10, Loeser được sửa chữa hệ thống động lực rộng rãi trong tháng 10 và đầu tháng 11. Nó lên đường vào ngày 6 tháng 11, đi đến Guadalcanal vào ngày  18 tháng 11, và tiếp tục đi đến đảo Manus thuộc quần đảo Admiralty vào ngày 25 tháng 11, nơi nó phục vụ cùng Đội đổ bộ 3 thuộc thành phần Đệ Thất hạm đội. Nó trải qua tháng 12 thực hành tác xạ tại khu vực trước khi khởi hành từ Hollandia vào ngày 30 tháng 12 để tham gia vào cuộc đổ bộ lên vịnh Lingayen, Philippines.
Đi đến ngoài khơi bãi đổ bộ vào ngày 11 tháng 1, 1945, hai ngày sau cuộc đổ bộ chính, trong một tuần lễ tiếp theo Loeser đã hộ tống các tàu vận tải tiếp tục đưa lực lượng tăng viện và tiếp liệu băng qua các eo biển để đi đến vịnh Lingayen. Từ ngày 18 tháng 1 đến ngày 7 tháng 2, nó hoạt động tuần tra truy lùng tàu ngầm Nhật Bản thường xuyên lãng vãng trong khu vực đe dọa các tuyến đường tiếp liệu của lực lượng Đồng Minh. Sau khi chiến cuộc nhằm giải phóng phía Bắc Luzon hoàn tất, nó lên đường đi Leyte ngang qua vịnh Subic, và tiếp tục hướng sang Ulithi thuộc quần đảo Caroline, đến nơi vào ngày 19 tháng 2.
Rời Ulithi vào ngày 5 tháng 3 để tham gia cuộc đổ bộ lên Iwo Jima, Loeser đi đến ngoài khơi hòn đảo vào ngày 19 tháng 3, nơi nó tuần tra chống tàu ngầm trong chín ngày tiếp theo. Sau đó nó lên đường đi sang phía Đông, ghé đến Eniwetok vào ngày 2 tháng 4 trước khi đi đến Trân Châu Cảng vào ngày 13 tháng 4. Từ đó cho đến khi chiến tranh chấm dứt, con tàu phục vụ cho việc huấn luyện tàu ngầm tại vùng biển quần đảo Hawaii.
Khi Nhật Bản đã chấp nhận đầu hàng vào ngày 15 tháng 8 giúp kết thúc cuộc xung đột, Loeser rời khu vực Hawaii vào ngày 26 tháng 8 để quay về vừng bờ Tây, đi đến San Francisco vào ngày 3 tháng 9. Sau khi được đại tu và phục vụ huấn luyện trong năm tháng tại vùng biển San Diego, con tàu lên đường để đi sang vùng bờ Đông, và gia nhập cùng Hạm đội Đại Tây Dương tại Căn cứ Tàu ngầm Hải quân New London ở New London, Connecticut vào ngày 3 tháng 4, 1946. Nó được cho xuất biên chế vào ngày 28 tháng 3, 1947 và được đưa về Hạm đội Dự bị Đại Tây Dương, neo đậu tại Charleston, South Carolina.

### Chiến tranh Lạnh
Sau khi Chiến tranh Triều Tiên bùng nổ vào tháng 6, 1950 khiến Hải quân Hoa Kỳ gia tăng nhu cầu về tàu chiến các loại, Loeser được cho tái biên chế trở lại tại Charleston vào ngày 9 tháng 3, 1951 dưới quyền chỉ huy của Hạm trưởng, Thiếu tá Hải quân Frederick L. Edwards. Nó tiến hành huấn luyện ôn tập tại vùng biển Caribe trước khi gia nhập Hạm đội Đại Tây Dương tại Norfolk, Virginia. Trong những năm tiếp theo, nó phục vụ cùng Trạm Phát triển Tác chiến Hải quân tại Key West, Florida, trải qua một lượt đại tu và đã thực hiện hai chuyến đi sang Châu Âu. Nó đã khởi hành từ Norfolk vào ngày 25 tháng 8, 1952, viếng thăm Edinburgh, Scotland và Kristiansand, Na Uy trước khi quay trở về nhà vào ngày 12 tháng 10. Đến năm 1954, nó đã tháp tùng thiết giáp hạm Wisconsin (BB-64) trong các chuyến viếng thăm Dublin, Ireland và Portsmouth, Anh.
Được chỉ định như một tàu huấn luyện dự bị tại Căn cứ Đổ bộ Hải quân Little Creek ở Little Creek, Virginia vào tháng 6, 1958, Loeser được cho xuất biên chế vào ngày 1 tháng 12, 1958 để hoạt động trong thành phần dự bị thuộc Quân khu Hải quân 5. Con tàu duy trì một thành phần thủy thủ đoàn nòng cốt, và được bổ sung bởi những quân nhân dự bị trong các chuyến đi thực tập vào dịp cuối tuần được tiến hành hàng tháng, hay được huy động khi có tình trạng khẩn cấp.
Tuy nhiên, do cuộc Khủng hoảng Berlin làm leo thang sự căng thẳng giữa các bên trong cuộc Chiến tranh Lạnh, Loeser đã được huy động tái biên chế trở lại trong thành phần thường trực vào ngày 2 tháng 10, 1961. Được tăng cường thủy thủ đoàn dự bị, nó đi đến vịnh Guantánamo, Cuba vào ngày 19 tháng 10 để huấn luyện ôn tập, rồi khởi hành để quay trở lại Newport, Rhode Island vào ngày 24 tháng 11. Nó được phái sang vùng biển Caribe vào ngày 12 tháng 1, 1962 để hoạt động tuần tra dọc bờ biển phía Đông Cuba, và làm nhiệm vụ này cho đến ngày 24 tháng 3, 1962.
Đi đến Newport vào ngày 28 tháng 3, Loeser lại được cho xuất biên chế lần nữa vào ngày 1 tháng 8, 1962, và trở thành một tàu huấn luyện dự bị tại khu vực Williamsburg, Virginia. Nó chuyển cảng nhà đến Xưởng hải quân Washington vào ngày 20 tháng 10, 1964, nơi nó phục vụ như tàu huấn luyện dự bị cho khu vực Washington, D.C.. Cuối cùng Loeser cũng được cho rút tên khỏi danh sách Đăng bạ Hải quân vào ngày 23 tháng 8, 1968; nó bị đánh chìm như một mục tiêu vào năm 1969.

## Phần thưởng
Loeser được tặng thưởng hai Ngôi sao Chiến trận do thành tích phục vụ trong Thế Chiến II.
|  |             | Bronze star · Bronze star |
|  | Bronze star |                           |

| Huân chương Viễn chinh Hải quân      | Huân chương Chiến dịch Hoa Kỳ                                   | Huân chương Chiến dịch Châu Á-Thái Bình Dương với 2 Ngôi sao Chiến trận |
| Huân chương Chiến thắng Thế Chiến II | Huân chương Phục vụ Phòng vệ Quốc gia với 1 Ngôi sao Chiến trận | Huân chương Giải phóng Philippine (Philippine)                          |